# Havok
Havok, il cui vero nome è Alexander "Alex" Summers, è un personaggio dei fumetti creato da Roy Thomas e Arnold Drake (testi e dialoghi) più Don Heck e Neal Adams (disegni), pubblicato dalla Marvel Comics. Apparso per la prima volta sulle pagine di Uncanny X-Men n. 54 (marzo 1969) come Alex Summers e nei panni di Havok nel n. 58 (luglio 1969), è fratello di Ciclope e Vulcan nonché uno dei pochi mutanti ad aver conservato i poteri dopo la decimazione. Da molti anni ha una contrastata relazione con Lorna Dane, interrotta da periodiche crisi e da attriti con l'altro fidanzato storico della giovane, l'Uomo Ghiaccio. Difatti mette un punto a questa relazione, e successivamente incontra Lara, l'amore della sua vita.

## Biografia del personaggio

### Origini
Nato ad Honolulu, Hawaii, Alex è il secondo dei tre figli del maggiore dell'aviazione degli Stati Uniti, Cristopher Summers e di sua moglie Katherine Anne. Ancora bambino, insieme al fratello si salvò dalla distruzione dell'aeroplano con cui viaggiava con i genitori, fatto esplodere dagli alieni Shi'ar. Il padre diede loro l'ultimo paracadute e li lanciò fuori sperando che si salvassero. Dopo l'atterraggio, i fratelli Summers furono ricoverati in ospedale e poi trasferiti in orfanotrofio dove Alex fu subito preso in adozione a differenza di Scott che vi rimase per diversi anni della sua infanzia. Adottato dai Blandings, coppia che aveva perso il figlio in un incidente d'auto, quando il ragazzo responsabile della morte di Todd rapì Haley, sua sorella adottiva, Alex manifestò i propri poteri per la prima volta e lo incenerì. Sinistro fu molto sorpreso dallo scoprire che il potenziale di Alex era superiore a quello di Scott, dal momento che questi riusciva a controllare il proprio potere. In seguito, il genetista impose un blocco psichico ad Alex ed Haley in modo da far loro dimenticare cosa era successo.

### X-Men
Dopo essersi laureato in geofisica i poteri di Alex si manifestarono nuovamente quando fu rapito dal Faraone Vivente. Entrambi avevano in comune la capacità di assorbire energia solare, e rinchiudendo Alex in una cella schermata il Faraone fu in grado di assorbire abbastanza energia da diventare il Monolito Vivente. Intervenuti gli X-Men, combatterono una battaglia infruttuosa fino alla liberazione di Alex che, rendendo più debole il nemico, permise di sconfiggerlo facilmente. Catturato più tardi da Larry Trask e dalle sue Sentinelle, Alex fu costretto ad indossare un costume che lo avrebbe aiutato a controllare i suoi poteri e prese il nome-in-codice di Havok. Sconfitta questa minaccia, Havok si unì attivamente agli X-Men e s'infatuò di Polaris, scontrandosi di tanto in tanto con l'altro spasimante della giovane, l'Uomo Ghiaccio. Durante questo periodo, Alex e Lorna s'innamorarono e furono occasionalmente membri degli X-Men. Aiutarono inoltre la dottoressa Moira MacTaggert sull'isola Muir e mentre erano lì, Polaris fu posseduta dall'entità Malice che mise fine temporaneamente alla loro relazione. Mentre Alex e Wolverine erano in vacanza in Messico divennero obiettivi di una cellula terroristica. Riuscirono a trattare con i loro inseguitori ma furono ingannati e catturati da una ragazza, che in realtà era un membro del gruppo. In seguito, Havok si svegliò in un ospedale accudito dall'infermiera Scarlett McKenzie. La giovane manipolò Alex facendolo innamorare di sé in modo che lo scienziato russo Neutron (conosciuto anche come Meltdown) potesse utilizzarlo come mezzo per assorbire l'intera energia di un reattore atomico. Scarlett diede ad Havok false informazioni in base alle quali alcuni terroristi stavano cercando di sabotare il reattore, e quando Alex si avventurò al suo interno riuscì a fermarlo appena prima che raggiungesse il limite critico ed esplodesse. Secondo le istruzioni tentò di assorbire le pericolose radiazioni ma quando fu testimone dell'omicidio di Scarlett per mano di Meltdown, solo l'arrivo di Wolverine, la morte del malvagio per mano di quest'ultimo e il reindirizzamento delle radiazioni nucleari nello spazio, evitò un completo disastro. Durante questo periodo, Alex cominciò una relazione con la sua ex-cognata Madelyne Pryor; Ciclope aveva abbandonato lei e il loro bambino, quando il suo primo amore Jean Grey era riapparsa sulla scena. Madelyne, manipolata dal demone N'astirh, divenne la Regina dei Goblin e tentò di trasformare il mondo in un inferno, ma si uccise dopo aver scoperto di essere un clone di Jean Grey.

### Genosha
Dopo aver attraversato il Seggio Periglioso in compagnia degli altri X-Men per sfuggire ai Reavers, Havok finì sull'isola di Genosha nota per schiavizzare mutanti e individui geneticamente modificati chiamati mutati. Lì, Alex senza più memoria del suo passato divenne uno dei Magistrati, individui che governavano con pugno di ferro. Durante una battaglia contro gli X-Men, X-Factor e i Nuovi Mutanti, riacquistò la memoria e mise fine alla vita di Cameron Hodge, principale dittatore dell'isola. Dopo gli eventi della Saga del Re delle Ombre, Havok divenne leader della seconda formazione di X-Factor al servizio del governo. In tale circostanza ritrovò Polaris, e fece la conoscenza di nuovi mutanti come Wolfsbane, Forzuto e Uomo Multiplo. Come leader del gruppo oltre alle comuni minacce, Havok dovette combattere contro le avances di Wolfsbane, i problemi cardiaci di Forzuto e le pessime apparizioni pubbliche, come la distruzione di un monumento di Washington. La maggior parte di questi eventi furono orchestrati da Sinistro, dai suoi Nasty Boys e da un senatore mutante che provocava sfortuna. Più tardi, Uomo Multiplo che aveva contratto il virus Legacy a Genosha, morì. Fu un duro colpo per Alex, che sentendosene responsabile, decise di lasciare la squadra per un po' e andare alle Hawaii. La vacanza assieme a Lorna, fu interrotta dall'attacco di Malice e Sinistro, e al loro ritorno in patria il team subì ulteriori defezioni. Forzuto, a seguito di un attacco di cuore, entrò in coma mentre Wolfsbane lasciò per stare più vicina alla sua famiglia. A seguito dell'entrata in squadra di nuovi elementi quali Mistica, Wild Child, Shard, Sabretooth e Forge Alex subì un ricondizionamento psichico che lo portò a servire sia Bestia Nera che Onslaught. Liberatosi dal controllo mentale, decise d'infiltrarsi all'interno della ricreata Confraternita dei mutanti. Sconfitta Bestia Nera, tentò di ricucire i rapporti con i suoi compagni di squadra, in special modo con Lorna e Madrox, mai veramente morto, in quanto era stato un suo duplicato non riassorbito a contrarre il Legacy. Durante una missione Alex morì, apparentemente, nell'esplosione della macchina del tempo di Greystone, davanti agli attoniti membri di X-Factor.

### Mutant X
Scomparso da Terra 616, Havok finì in una realtà parallela nella quale era il leader di una versione alternativa di X-Factor, conosciuta come I Sei ed anche il capo degli X-Men originali. Sposato con Madelyne Pryor, aveva un figlio di nome Scotty e tutti i suoi amici erano versioni distorte di quelli a lui conosciuti. Nonostante fosse estraneo a questa realtà, Havok accettò di buon grado il ruolo di padre per Scotty, benché il bambino sapesse che lui non era il suo vero genitore. Le sue avventure in questa realtà furono disastrose, tanto che molti supereroi perirono al suo comando; tuttavia fu capace di salvare il mondo, prima di essere gettato nell'Inesistenza Nera.

### Resurrezione
Il corpo di Havok fu ritrovato, nella sua originale realtà, in stato comatoso, e gli X-Men furono in grado di ristabilire la psiche con l'aiuto del figlio mutante dell'infermiera, Annie Ghazikhanian. Quando si riunì a Polaris, la donna gli propose di sposarla, e per una serie di circostanze, complice anche Bestia, non riuscì ad esprimere la propria volontà. All'insaputa di Havok e Polaris, Carter, il figlio telepate di Annie, utilizzò i suoi poteri per fare in modo che la madre ed Alex s'innamorassero. Essendo Annie sola, Carter sentì che l'amore che lei provava per Alex, e che da questi era ricambiato, era ciò di cui aveva bisogno. Durante la celebrazione del matrimonio, Alex interruppe la cerimonia, umiliando Lorna, già provata dal disastro di Genosha. La ragazza, sconvolta, cercò di uccidere Alex, Annie e Carter, ma venne in ultimo fermata dal Fenomeno e dallo stesso Alex. Dopo la distruzione dello Xavier Institute, per mano della Nuova Confraternita dei Mutanti, Annie decise di lasciare sia Havok, che la scuola, dal momento che questa era costantemente sotto attacco, e non certo il luogo ideale dove far crescere Carter.

### Decimazione
Rimasto solo dopo la partenza di Annie e Carter, Alex espresse l'intenzione di riallacciare la sua relazione con Lorna, mentre questa aveva cominciato a flirtare con l'Uomo Ghiaccio. Dopo gli avvenimenti di House of M, molti mutanti persero i loro poteri e quando Polaris rivelò agli altri di aver perduto i propri, decise di lasciare la scuola accompagnata da Alex. A seguito dell'incontro fra Polaris e la creatura spaziale di nome Daap ed il rapimento di Lorna, Alex ritornò alla scuola giusto in tempo per vedere apparire in cielo una misteriosa sfinge con il volto di Apocalisse. Havok assunse il controllo di un gruppo di X-Men comprendenti Rogue, Uomo Ghiaccio, Bling! e Mystica e distrusse l'antidoto per l'infezione che Apocalisse, assieme con il cavaliere Pestilenza, aveva messo a punto per decimare la popolazione umana. Assieme ai restanti Cavalieri, Morte e Guerra, Apocalisse tentò di sconfiggere gli X-Men, ma non riuscendoci fu costretto a fuggire dopo aver tentato di distruggere la sfinge. Wolverine ritrovò Polaris sotto le spoglie di Pestilenza e Havok le salvò la vita praticandole la respirazione artificiale, dopo che era quasi annegata nel fiume Hudson.

### Nello spazio

#### Ascesa e caduta dell'Impero Shi'ar
Havok fu reclutato da Xavier, insieme a Marvel Girl, Nightcrawler, Warpath, Darwin e Polaris per partecipare ad una missione spaziale con lo scopo di fermare Vulcan, fratello minore di Alex, prima che questi raggiungesse l'Impero Shi'ar e lo distruggesse. Riunitosi con il padre, Alex gli confessò l'esistenza del suo ultimogenito e durante un periodo di calma fra le numerose battaglie che si susseguono, Alex e Lorna riprendono la loro relazione, mentre un nuovo personaggio si unisce alla spedizione: si tratta dello Shi'ar Korvus, subito attratto da Marvel Girl. Durante la battaglia finale, Vulcan sposò la principessa Deathbird, gettò Xavier all'interno del Cristallo M'Krann ed uccise sia il redivivo imperatore D'Ken che il proprio padre. Costretti da Lilandra, gli X-Men Warpath, Nightcrawler e Darwin, assieme all'aliena Hepzibah tornarono sulla Terra, mentre Havok, Polaris e Marvel Girl officiarono il funerale di Corsaro ed intrapresero una guerra contro l'imperatore Vulcan volta a riportare sul trono Lilandra.

#### Predoni Stellari
Rimasti nello spazio, i tre X-Men decisero di costituire una resistenza alle forze di Vulcan, in modo da riportare sul trono Lilandra Neramani. Assieme a Lorna e Rachel, Alex diviene il nuovo leader dei Predoni Stellari, e nella mini-serie Imperatore Vulcan lo si vede comandare e pianificare gli scontri con le forze imperiali e cercare un modo di trattare con i nuovi nemici, gli Scy'ar Tal, nel bel mezzo di una battaglia. Dopo la sconfitta degli Scy'ar e dei Predoni, Rachel, Korvus e Lilandra riescono a fuggire via mentre Polaris, Havok, Raza e Ch'od vengono catturati.

#### Kingbreaker
Mentre Rachel, Korvus e Lilandra si scontrano con una parte della flotta Shi'ar, Havok costretto in una delle prigioni situata sui fondali di un pianeta marino, ascolta le urla di una torturata Polaris. Con gli ultimi residui di energia forza la porta della cella e la raggiunge liberando contemporaneamente Raza e Ch'od. Arrivata al pianeta-prigione, Rachel impegna in combattimento la flotta mentre funge da collegamento con l'esterno per Korvus e Lilandra che si sono introdotti nella struttura di detenzione; mentre Havok e i Predoni Stellari tentano di difendere le guardie Shi'ar dall'assalto dei detenuti evasi dalle celle dopo un blackout energetico, irrompe in un primo momento uno speciale team di delinquenti assoldati direttamente dall'imperatore con lo scopo di eliminarli, e poi Vulcan in persona affiancato dalla guardia imperiale. All'esterno, Rachel ed una guardia imperiale precipitano sul pianeta finendo all'interno della prigione; composta di plasma stellare l'energia della guardia viene assimilata da Havok che si scontra col fratello mettendolo alle strette. Obbligato dalle ferite riportate da Deathbird e dagli ingenti danni arrecati alla struttura penitenziaria sull'orlo di un'esplosione Vulcan abbandona lo scontro, così come i Predoni Stellari anche se contro il volere di un rabbioso Havok deciso ad uccidere il fratello. Benché ancora bisognoso di recuperare le forze e privo dell'aiuto della forza Fenice ormai scomparsa e scorgendo sempre più vicine le nubi di una guerra interstellare, il gruppo decide di andare in cerca di aiuto presentandosi al matrimonio fra il kree Ronan l'Accusatore e l'inumana Crystal.

## Poteri e abilità
Il potere mutante di Havok consiste nell'assorbimento di radiazioni cosmiche e nella loro successiva emissione in forma di raggi energetici al plasma. Al momento non è completamente abile a controllare il suo potere, che talvolta fa di lui un pericolo per coloro che gli sono vicini. Per controllarlo meglio indossa un costume basato su quello confezionato per lui anni addietro da Trask. Havok è immune ai propri poteri e anche resistente a quelli del fratello Ciclope.
Sul suo corpo, è costantemente attivo il processo di assorbimento delle radiazioni cosmiche. Il cerchio posto sul suo torace è un indicatore della quantità d'energia da lui rilasciata; una volta rilasciata tutta l'energia presente all'interno del suo corpo, occorrono ad Alex dalle 15 alle 16 ore per ricaricarsi completamente.
Havok possiede forza, agilità e resistenza straordinarie e tiene costantemente in esercizio il proprio corpo; inoltre quando è sotto pressione aumenta l'adrenalina consentendogli di compiere azioni eccezionali. È stato inoltre istruito nel campo della geofisica ed è stato allenato nelle arti marziali da Wolverine.
Si è inoltre scoperto nella miniserie Mutant X e nella serie degli Exiles che il corpo e la mente di Alex costituiscono una sorta di nesso per tutti gli Alexander Summers appartenenti alle altre realtà.
Alex è immune alle raffiche ottiche di Scott, così come questi è immune ai colpi al plasma di Alex, ma entrambi sono vulnerabili ai poteri del loro fratello minore Gabriel (Vulcan).

## Altre versioni

### Ultimate
Nella serie Ultimate X-Men, Alex Summers, è il caparbio leader della squadra dell'Academy of Tomorrow; un team pacifista mutante diretto da Emma Frost. Anche in questa continuity, Alex ha una relazione con la giovane Lorna Dane, è il fratello di Scott Summers, e i loro poteri non hanno effetto su di loro. Tuttavia troviamo anche grandi differenze con gli originali: primo, Alex è il fratello maggiore; secondo, Alex e il fratello sono frequentemente in contrasto fra loro, sia fisicamente che ideologicamente; terzo, nessuno dei due sembra intenzionato a sanare questa frattura. Ideologicamente, la loro frattura sembra avere qualcosa a che fare con la decisione di Alex di iscriversi all'Academy of Tomorrow. Inoltre fra loro esiste un'altra competizione riguardante la figura di Polaris. I due hanno dimostrato di sapersi aiutare in caso pericolo, ma in generale hanno grandi problemi che li dividono.

### L'era di Apocalisse
In questa continuity, Alex e suo fratello non furono separati dopo l'incidente aereo, ma adottati entrambi da Mr. Sinistro. Allevati come il fior fiore della nuova élite mutante dell'America di Apocalisse, i fratelli, lavorarono sotto le file del Prelate, per sorvegliare gli interessi del loro padre adottivo. Essendo Alex il più emotivo e instabile dei due, cominciò a perdere terreno agli occhi Mr. Sinistro, e a guardare con invidia il fratello, che ne guadagnava il favore.
I due si riunirono brevemente con il loro vero padre, Cristopher Summers, tenuto prigioniero nei laboratori medici di Mr. Sinistro, dove scoprirono che era stato infettato dalla Covata e ne era diventato il Re. Cristopher costrinse Scott ad ucciderlo; in seguito, Alex si rifiutò di credere che non ci fossero altre scelte e continuò a biasimare il fratello per la morte del padre.
Alex ritrovò Lorna un'altra volta, ma i due non ebbero altra relazione all'infuori di quella fra carceriere e prigioniero; difatti Alex frequentava una donna umana di nome Scarlett, attrazione principale del club Heaven, di proprietà di Angelo. A causa dell'antagonismo fra umani e mutanti, i due dovettero mantenere segreta la loro relazione. Scarlett risultò essere una spia dell'Alto Consiglio dell'Umanità, e fu arrestata subito dopo aver scoperto di essere incinta di Alex.
Nel frattempo Alex riuscì a catturare Jean Grey, e cercò di utilizzarla contro suo fratello. In precedenza, Jean era stata prigioniera di Scott ed era riuscita ad incantarlo facendo in modo che questi liberasse i prigionieri. Alex lo dichiarò un traditore, tuttavia era disposto a perdonarlo, se avesse giustiziato Jean Grey; Scott rifiutò. In seguito, Alex arrestò il fratello e lo consegnò alla Bestia Nera. Jean riuscì a liberarlo e i due fuggirono insieme. Furono rintracciati e uccisi entrambi per mano di Havok. Questa decisione si rivelò un errore da parte sua, che subì la vendetta di Arma X per ciò che aveva fatto a Jean.

## Altri media

### Cinema
Havok appare in X-Men - L'inizio (2011), X-Men - Giorni di un futuro passato (2014) e X-Men - Apocalisse (2016), interpretato da Lucas Till, doppiato in italiano da Davide Perino.
A differenza dei fumetti nella saga cinematografica è Alex ad essere il fratello maggiore di Scott e non viceversa.

### Televisione
Havok comparve nella serie televisiva animata X-Men, nell'episodio Cold Comfort come membro di X-Factor e nuova fiamma di Lorna Dane. Una curiosità sull'episodio è che il doppiatore americano di Havok rimase sconosciuto. Alcuni fan ritengono che si trattasse di Norm Spencer, l'attore che prestava la voce a Ciclope nella stessa serie animata. Apparve anche nella serie animata X-Men: Evolution doppiato da Matt Hill.

### Videogiochi
Appare come personaggio giocabile in:
- X-Men II: The Fall of the Mutants (PC);
- X-Men: Mutant Academy 2 (PlayStation);
- X-Men: Next Dimension (PlayStation 2);
- LEGO Marvel Super Heroes (Microsoft Windows, PlayStation 4, PlayStation 3, PlayStation Vita, Xbox One, Xbox 360, Wii U, macOS, Nintendo DS, Nintendo 3DS, Nintendo Switch, Android, iOS);
- Marvel: Sfida dei campioni (mobile)

Appare come personaggio non giocabile in:
- Wolverine (NES);
- X-Men Legends doppiato da Matt Nolan;
- X-Men Legends II: L'Era di Apocalisse doppiato da Scott Holst (PC).